# Harley Harris Bartlett
Harley Harris Bartlett  ( Anaconda, Montana, 9 de marzo de  1886-21 de febrero de  1960) fue bioquímico y botánico estadounidense. Estudia Química en Harvard, recibiendo su A.B., en 1908. Luego ingresa como bioquímico en el Oficina de Vegetales de Industria, trabajando en Genética del género Oenothera, y tomó parte en expediciones gubernamentales de búsqueda de recursos forestales tropicales. 
En 1915, Bartlett va a la Facultad de Biología de la Universidad de Míchigan, desarrollando una carrera académica hasta llegar en 1921 a profesor titular, director del "Dto. de Botánica" entre 1922 a 1947, y curador del Jardín botánico, de 1919 a 1955. Realiza muchas exploraciones botánicas en ese periodo en Ann Arbor, recolectando flora de regiones tropicales de Asia y de América; incluyendo dos viajes a Asahan, nordeste de Sumatra en 1918 y en 1927, cuando es contratado por la U.S. Rubber Company. En la Segunda Guerra Mundial, trabaja en la "Oficina de Investigaciones de Caucho" del USDA, explorando por fuentes de caucho en Centro y Sudamérica. El año académico 1934 a 1935 será profesor de intercambio en la Universidad de Filipinas. 
A su retiro, permaneció en Ann Arbor, donde fallece de un ataque cardíaco el 21 de febrero de 1960.

## Algunas publicaciones
- 1975. The Harley Harris Bartlett Diaries 1926-1959. Ann Arbor: compiló K. L. Jones, xv, 323 pp.
- Bartlett, HH. 1961. Edward G. Voss. Bull. Torrey Bot. Club 88 (1): 47-56
- ----. 1933. The Nomencalature of Plant Associations. Ecology 14 (2): 157-162

Durante su estancia en Sumatra publica artículos sobre la Etnografía y la Lingüística de Batak y de Malay, además de Historia y Etnohistoria.
- Bartlett, HH. 1929. "Color Nomenclature in Batak & Malay". Papers of the Michigan Academy of Arts, Sci. & Letters 10 (1929): 1-52
- ----. 1929. "The labors of the Datoe. Part I, An Annotated list of religious, magical & medical practices of the Batal of Asahan". Papers of the Michigan Academy of Arts, Sci. & Letters 12: 1-75
- ----. 1934. "The Problem of negrito & "Vedda" elements in the population of Sumatra". Proc. Pacific Sci. Congress, 5º. 506 P192.5p v.4
- ----. 1952. "A Batak & Malay chant on rice cultivation, with introductory notes on bilingualism & acculturation in Indonesia". APS Proc. 96 : 629-652 (incluye transcripciones y traducciones de textos en Batak)
- ----. 1955. Fire in Relation to Primitive Agriculture & Grazing in the Tropics (Ann Arbor, 1955). 630 B28 v.2, pt.2
- ----. "The Grave-post (Anisan) of the Batak of Asahan". Papers of the Michigan Academy of Arts, Sci. & Letters 1 (1921): 1-58

## Honores
Es galardonado con el "Merit Award" de la "Sociedad Botánica Estadounidense", en 1956
En 1929 es elegido en la APS. 
- La abreviatura «Bartlett» se emplea para indicar a Harley Harris Bartlett como autoridad en la descripción y clasificación científica de los vegetales.[1]